# Iouri Perohanytch
 (août 2019).
 (août 2019).
Iouri Perohanytch (ukrainien : Юрій Йосипович Пероганич; 11 juillet 1961) est une personnalité publique ukrainienne dans le domaine des technologies de l'information et de la communication, de la culture et de l'éducation, directeur général de l'Association of Information Technology Enterprises of Ukraine, initiateur de la création et cofondateur de l'organisation "Wikimedia l'Ukraine".

## Enseignement
- A suivi l'enseignement scolaire a l'école huit de Smoranskoy (1968 - 1970), Sokalska School Boarding (1970 - 1974), Skole pensionnat (1974 - 1975), à l'école huit à Kozar du raïon de Nijyn, oblast de Tchernihiv (1975 - 1976).
- École technique des transports ferroviaires de Kiev (1976 - 1980, diplômé avec mention, qualification "ingénieur-mathématicien-programmeur").
- Institut d'économie nationale de Kiev (1980 - 1986, ingénieur-économiste de qualification).
- Institut des relations internationales de l'Université nationale Taras-Chevtchenko de Kiev (1996 - 2000, qualification de «Master en droit international»).

## Profession
- 1979 - 1991 — Technicien, ingénieur, programmeur, ingénieur-mathématicien principal, ingénieur-programmeur de premier plan du centre d'informatique du chemin de fer du Sud-Ouest
- 1992 — Chef adjoint du Service des statistiques sur la gestion des chemins de fer du Sud-Ouest,
- 1992 - 2000 — Chef adjoint du département des statistiques, chef adjoint du département des relations extérieures d'Ukrzaliznytsia. Développement et conclusion coordonnés des accords internationaux de l'Ukraine-accord entre le Gouvernement de l'Ukraine et le Gouvernement de la République de Pologne sur les connexions internationales à travers la frontière de l'État, préparation du décret de la CMU sur l'adhésion de l'Ukraine à l'accord sur le fret ferroviaire international Accord de connexion (UMVS) et international de communication ferroviaire de passagers (UMEA). 1
- 2000 - 2001 — Consultant en chef du Comité de la construction, des transports et des communications de la Rada ukrainienne d'Ukraine, rédacteur en chef du Bulletin électronique et directrice adjointe de l'UnCon Press Publishers,
- 2001 - 2003 — Assistant aux relations internationales du président de l'Association of International Freight forwarders of Ukraine.
- 2003 — 2005 — Chef du département des relations économiques étrangères au ministère des Transports et des Communications de l'Ukraine. Membre de la délégation de l'Ukraine à la session 66 du Comité interne des transports de la Commission économique européenne, du 17 au 19 février 2004, à Genève. 2
- De 2005 à 2006 — Chef de département du département d'État pour les communications et l'informatisation,
- 2006 — 2007 — Directeur de l'It-Distributors Association, 2007 — Directeur général de l'Association of Information Technology Enterprises in Ukraine.